# 小松暢
小松 暢（こまつ　のぶ、1918年 - 1993年11月）は20世紀の日本の女性。漫画家・やなせたかしの妻で、結婚前は編集者を務めた。「小松」は1度目の結婚以降、やなせとの再婚までの間に名乗った姓で出生時の姓は「池田」。

## 来歴
大阪府大阪市に生まれる。父は現在の高知県安芸市 出身で、鈴木商店に勤務していた。大阪で旧制阿部野高等女学校（現：大阪府立阿倍野高等学校）を卒業した。女学校時代は「韋駄天おのぶ」の異名を持つ短距離ランナーとして知られたという。
女学校を卒業後に上京して、日本郵船に勤務。そこで高知出身の小松総一郎と出会い、結婚。新婚早々、夫は徴兵により召集され、暢は終戦を高知で迎えるが夫は帰還後に病死した。
夫と死別後は高知新聞社に入社し、『月刊高知』の編集者となる。1946年に高知新聞が31人の応募者から採用した初の女性記者2人のうちの一人だった。同じ部署に数ヶ月後に入社した やなせが配属され、それが二人の出逢いとなった。やなせの証言では高知新聞で前の席が小松で、すぐに好きになったという。小松は「代議士の秘書になる」という理由で退社して上京。その約1年後にそれを追う形で、やなせも東京に上京して結婚した。
漫画家を目指す やなせに「なんとかなるわ。収入がなければ私が働いて食べさせるから」と話し、やなせも後年「仕事以外は全て カミさんに頼っていた」と回想した。
『それいけ!アンパンマン』がテレビアニメとして放送されたのは1988年だが、やなせと暢が二人で新聞の取材を受けた際は記者に「人生を振り返ることはあるか」と尋ねられた暢は「ないこともないですけれど、振り返ったって戻ってきませんでしょ。だから、いつも前向き」 と答えている。
1993年11月、癌のため死去。

## 人物
「ハチキンおのぶ」「韋駄天おのぶ」のあだ名があった。非常に男勝りな性格で、女だと思って馬鹿にされたと思ったら「女だと思って、バカにするんじゃないわよ！」と反論した。雷が鳴ると「もっと鳴れ!」と言っていた。
後述の連続テレビ小説『あんぱん』の脚本を担当する中園ミホによると、小松はやなせに「正義は逆転することがある。信じがたいことだが。じゃあ逆転しない正義とは何か？　飢えて死にそうな人がいれば、一切れのパンをあげることだ」の言葉で励ましていたという。家庭では、やなせから「のぶちゃん」と呼ばれていた。

## 小松暢を題材とした作品
- プレミアムドラマ『忘れないで夢を〜漫画家やなせたかしと妻・暢〜』（2013年1月12日、NHK BSプレミアム） - 演：石田ひかり
- NHK連続テレビ小説『あんぱん』（2025年度 上半期放送）- 演：今田美桜（役名：朝田のぶ → 若松のぶ → 柳井のぶ） ※小松とやなせをモデルとした作品[9][12]。